# Шербеняса (Димбовіца)
Шербеняса (рум. Șerbăneasa) — село у повіті Димбовіца в Румунії. Входить до складу комуни Валя-Лунге.
Село розташоване на відстані 81 км на північний захід від Бухареста, 19 км на північний схід від Тирговіште, 64 км на південь від Брашова.

## Населення
За даними перепису населення 2002 року у селі проживали 353 особи, усі — румуни. Усі жителі села рідною мовою назвали румунську.